# Опунция
Опунцията (Opuntia), известна и като бодлива круша, е род цъфтящи растения от семейство Кактусови (Cactaceae). Тя е най-многочислената и най-широко разпространена група кактуси.
Младите израстъци и плодовете на множество видове опунции са любима храна в латиноамериканските страни. Наричат ги с индианските имена нопал (от науатъл думата nōpalli за сегменти или nostle от думата nhuchtli от науатъл думата „плодове“) и туна (риба тон плод) или кактус гребло. Въпреки че трудно издържат на транспортиране, вече се срещнат и в големите магазини в България. В много страни, където климатът позволява, са създадени опунциеви плантации, които задоволяват търсенето на екзотичния плод.

## Етимология
Родът е кръстен на древногръцкия град Опунт, където според Теофраст едно годно за консумация растение е можело да се размножава чрез вкореняване на листата му. Най-често срещаният кулинарен вид е Opuntia ficus-indica.

## Разпространение
Опунциите са пренесени по целия свят. Местни са за топлите страни, а някои издръжливи видове виреят и в България като стайни растения. В родината им – Северна и Южна Америка, може да се срещнат от Канада до Патагония, на океанския бряг и на 5000 м височина в планините.

## Описание
Стъблата на опунциите са съставени от отделни сегменти с различна форма – дисковидна, овална, листовидна. Най-популярни са растенията с листа във формата на питки. Цветовете са едри, широко отворени. Появяват се по един от ареола и може да са както по върховете, така и по краищата на сегментите.
Обикновената опунция (O. vulgaris), популярна и в България, има копринено жълти цветове с размери на чаша за кафе, които цъфтят от юни до октомври. Тя нерядко образува и плодове, които са ядливи.

## Отглеждане
Опунциите се нуждаят от силна светлина и богата почва, съставена от листовка и чимовка в равни количества с прибавка на пясък, дървени въглища и варовик. През зимата не се поливат и температурата в помещението трябва да е около 7 – 8 градуса. През лятото е добре да се изнесат на открито и да се поливат обилно. Опунциите, както всички кактуси, не понасят задържането на вода в почвата.
Размножаването на опунция става лесно с вкореняване на отделни сегменти или части от тях, а също и със семена.

## Растеж
- Поява на пъпка ►
- Нарастване на пъпката ►
- Пъпката се трансформира в сегмент ►
- Пъпката завършва трансформацията си ►
- Сегментът продължава своя растеж ►
- Ядлив сегмент (млад) ►
- Сегмент (зрял)

## Видове
- Opuntia abjecta
- Opuntia aciculata – бодлива круша от шенил, мустаци на старец, червени мустаци на каубой
- Opuntia alta
- Opuntia ammophila
- Opuntia anacantha
- Opuntia anahuacensis
- Opuntia arenaria – dune prickly pear; diploid (2n=22)
- Opuntia articulata
- Opuntia atrispina
- Opuntia auberi
- Opuntia aurantiaca
- Opuntia aurea hexaploid (2n=66)
- Opuntia aureispina
- Opuntia azurea
- Opuntia basilaris – beavertail cactus; diploid (2n=22)
- Opuntia bentonii
- Opuntia blakeana
- Opuntia boldinghii
- Opuntia cacanapa – including Opuntia ellisiana (Ellisiana)
- Opuntia camanchica – plains prickly pear
- Opuntia canada
- Opuntia cespitosa
- Opuntia charlestonensis
- Opuntia chaffeyi
- Opuntia chlorotica – pancake prickly pear; native to southwest USA and the Sonoran and Mojave deserts; diploid (2n=22)
- Opuntia chisosensis
- Opuntia clavata
- Opuntia cochenillifera
- Opuntia comonduensis
- Opuntia columbiana
- Opuntia confusa
- Opuntia covillei
- Opuntia curassavica Curacao prickly pear
- Opuntia curvospina tetraploid (2n=44)
- Opuntia cyclodes
- Opuntia debreczyi
- Opuntia decumana
- Opuntia decumbens – nopal de culebra
- Opuntia dejecta
- Opuntia dillenii
- Opuntia diploursina – found around Grand Canyon and Lake Mead National Recreation Area; diploid (2n=22); resembles O. trichophora
- Opuntia discata
- Opuntia dulcis – syn. O. phaeacantha major
- Opuntia echinocarpa – see Cylindropuntia echinocarpa
- Opuntia elata
- Opuntia elatior Mill. – syn. O. bergeriana
- Opuntia engelmannii – Engelmann's prickly pear, cow's-tongue prickly pear, desert prickly pear, discus prickly pear, Texas prickly pear, calico cactus; hexaploid (2n=66)
- Opuntia erinacea tetraploid (2n=44)
- Opuntia exaltata
- Opuntia excelsa
- Opuntia ficus-barbarica
- Opuntia ficus-indica – Indian fig opuntia, cultivated
- Opuntia fragilis – little prickly pear, brittle cactus, found in the Great Plains, parts of the Midwest and in several Canadian provinces, up to 56°N.[4]
- Opuntia galapageia – Galápagos prickly pear, Galápagos Islands
- Opuntia gosseliniana – violet prickly pear
  - Opuntia gosseliniana var. santa-rita – Santa Rita prickly pear
  - Opuntia chlorotica var. gosseliniana
- Opuntia hickenii
- Opuntia humifusa – eastern prickly pear (sometimes included in O. compressa); tetraploid (2n=44); range includes humid regions of Eastern United States and northerly regions into Canada
- Opuntia hyptiacantha
- Opuntia inamoema K. Schum. – quipá
- Opuntia invicta syn. Corynopuntia invicta, Grusonia invicta
- Opuntia jamaicensis
- Opuntia laevis
- Opuntia lasiacantha
- Opuntia leucotricha – arborescent prickly pear, Aaron's beard cactus, semaphore cactus, Duraznillo blanco, nopal blanco
- Opuntia lindheimeri – cowtongue prickly pear
- Opuntia littoralis – coastal prickly pear, sprawling prickly pear
- Opuntia longispina
- Opuntia macrocentra – black-spined prickly pear, purple prickly pear, found in southwest USA and northern Mexico
- Opuntia macrorhiza – Plains prickly pear, found throughout the Great Plains except for the northernmost areas (not found in North Dakota), and extending sporadically eastward as far as Kentucky, syns. O. cymochila, O. leptocarpa MacKensen, O. tenuispina Engelm., O. tortispina Engelm. & Bigelow; tetraploid (2n=44)
- Opuntia matudae – xoconostle (syn. Opuntia joconostle)
- Opuntia maldonandensis
- Opuntia maxima
- Opuntia megacantha
- Opuntia megarrhiza
- Opuntia microdasys – bunny ears cactus, polka-dot cactus
- Opuntia monacantha – common prickly pear
- Opuntia nemoralis
- Opuntia nichollii – Разпространен в голяма част от платото Колорадо, от Гранд Каньон на север до Прайс, Юта и на изток до границата на Колорадо; хексаплоиден (2n = 66)
- Opuntia oricola
- Opuntia ovata
- Opuntia pachyrrhiza
- Opuntia pailana
- Opuntia paraguayensis
- Opuntia phaeacantha – tulip prickly pear, includes plateau prickly pear, brown-spined prickly pear, Mojave prickly pear, Kingman prickly pear; hexaploid (2n=66)
- Opuntia picardoi
- Opuntia pinkavae – Pinkava's prickly pear; octoploid (2n=88)
- Opuntia polyacantha – Panhandle prickly pear, found in the Great Plains, Great Basin, Mojave Desert, Colorado Plateau, and the Rocky Mountains, syn. O. rhodantha K.Schum.; tetraploid (2n=44)
  - Opuntia polyacantha var. arenaria (syn. O. erinacea)
- Opuntia pubescens (syn. O. pascoensis Britton & Rose)
- Opuntia pusilla – creeping cactus, syn. O. drummondii Graham
- Opuntia quitensis – Red Buttons opuntia (syn. O. macbridei, O. johnsonii, Platyopuntia quitensis)
- Opuntia rastrera
- Opuntia repens
- Opuntia robusta
- Opuntia rufida (sometimes included in O. microdasys)
- Opuntia schumannii
- Opuntia soehrensii
- Opuntia stenopetala (syn. O. riviereana Backeb.)
- Opuntia streptacantha
- Opuntia stricta – erect prickly pear, spineless prickly pear
- Opuntia sulphurea
- Opuntia taylori
- Opuntia tehuantepecana – nopal de caballo
- Opuntia tomentosa – woollyjoint prickly pear
- Opuntia triacantha
- Opuntia trichophora diploid (2n=22)
- Opuntia tuna
- Opuntia velutina
- Opuntia violacea

- Opuntia basilaris
- Opuntia cochenillifera
- Opuntia diploursina
- Opuntia fragilis
- Opuntia oricola
- Opuntia humifusa
- Opuntia pinkavae
- Opuntia polyacantha
- Opuntia ovata
- Opuntia macrocentra
- Opuntia robusta цветове
- Opuntia stenopetala

## В културата
На герба на Мексико е изобразен мексикански златен орел, кацнал върху кактус опунция, държещ гърмяща змия. Според официалната история на Мексико, гербът е вдъхновен от ацтекска легенда относно основаването на Теночтитлан. Ацтеките, тогава номадско племе, се скитат из Мексико в търсене на божествен знак, за да посочат точното място, върху което трябва да изградят своята столица. Техният бог Huītzilōpōchtli им заповядал да намерят орел, поглъщащ змия, кацнал на върха на кактус, който расте на скала, потопена в езеро. След 200 години скитане те откриват обещания знак на малък остров в блатистото езеро Тескоко. Там те основават новата си столица Теночтитлан. Кактусът (O. ficus-indica; на езика науатъл: tenochtli), пълен с плодове, е символът за остров Теночтитлан.
- Герб на Мексико
- Емблемата на Малта (1975 – 1988)

## В медицината
Породи съдържанието на калций и калий, бодливите листа на бодливата круша помагат на човешкото тяло да произвежда инсулин и се използват при лечение на диабет. Приемането на продукти от бодлива круша намалява образуването на мазнини и подобрява отделянето им от организма. Влакната на бодливата круша абсорбират молекулите на мазнината и тя не може да бъде усвоена от човешкия организъм. Освен това влакната на бодливата круша набъбват и увеличават обема на храната в стомаха, а това води до намаляване на апетита. В резултат на това теглото намалява, нивата на кръвната захар и холестерола също намаляват. Плодовете на бодливата круша съдържат голяма количество на витамин С. Растителният протеин от бодливата круша премахва целулита и отоците, насърчава отстраняването на излишната течност в организма. Освен това веществата, съдържащи се в бодливата круша, намаляват интоксикацията със синдром на махмурлука.